# Kamel Habri
Kamel Habri (ar. كمال هبري, ur. 5 marca 1976 w Tilimsanie) – piłkarz algierski grający na pozycji obrońcy.

## Kariera klubowa
Swoją karierę piłkarską Habri rozpoczął w klubie WA Tlemcen. W 1994 roku zadebiutował w jego barwach w pierwszej lidze algierskiej. W 1998 roku wygrał z WA Tlemcen Arabską Ligę Mistrzów oraz zdobył Puchar Algierii.
W 2000 roku Habri odszedł do JSM Bejaïa, gdzie grał do 2003 roku. W latach 2003–2006 był zawodnikiem JS Kabylie. W sezonie 2003/2004 wywalczył z nim mistrzostwo Algierii. W latach 2006–2007 występował w JSM Bejaïa, a w latach 2008-2011 w WA Tlemcen, w którym zakończył swoją karierę.

## Kariera reprezentacyjna
W reprezentacji Algierii Habri zadebiutował 4 stycznia 1997 roku w zremisowanym 0:0 towarzyskim meczu z Tunezją. W 1998 roku został powołany do kadry na Puchar Narodów Afryki 1998. Wystąpił na nim w jednym meczu, z Kamerunem (1:2). W kadrze narodowej od 1997 do 1998 roku rozegrał 7 spotkań.